# Larinia dasia
Larinia dasia là một loài nhện trong họ Araneidae.
Loài này thuộc chi Larinia. Larinia dasia được Michael J. Roberts miêu tả năm 1983.